# Lueddemannia striata
Lueddemannia striata är en orkidéart som beskrevs av Günter Gerlach och M.H.Weber. Lueddemannia striata ingår i släktet Lueddemannia och familjen orkidéer. Inga underarter finns listade i Catalogue of Life.